# Bella Block: Schuld und Liebe
Schuld und Liebe ist ein deutscher Fernsehfilm von Sherry Hormann aus dem Jahr 2001. Es handelt sich um den 10. Filmbeitrag der ZDF-Kriminalfilmreihe Bella Block.

## Handlung
Für Kommissarin Bella Block stellt ihr aktueller Fall eine emotionale Herausforderung dar. Ein Vater hat zuerst seine Familie getötet und dann versucht sich selbst umzubringen. Neben ihm hat nur die achtjährige Tochter Isabell überlebt. Um die Bilder und die Tragödie zu verarbeiten, begleitet sie ihren Freund Simon Abendroth zu einem Kongress nach Galway in Irland. Dort angekommen macht sie Bekanntschaft mit Daniel Ellermann, einem deutschen Pfarrer sowie mit seiner Schwester, Anna, und seiner Nichte Lis. Daniel gibt sich sozial engagiert, doch lernt Bella Block schon bald seine jähzornige Seite kennen, als er den angetrunkenen Freund seiner Nichte gewaltsam aus dem Haus treibt. Trotzdem sucht sie seine Gesellschaft, da er zurzeit der einzige Deutschsprechende in ihrem Umfeld ist. Wenn Simon tagsüber auf dem Kongress ist, scheint der Pfarrer für sie die einzige Möglichkeit der Langenweile zu entgehen. Zudem fühlt sie sich auf eine gewisse Weise mit ihm verbunden. So wie sie kommt er mit den unterschiedlichsten Menschen zusammen und hat, wie sie, auch einen Einblick in familiäre Tragödien. Wie die Situation von Frank, ein alleinerziehender Vater; die erinnert sie ganz massiv an die Ausgangssituation ihres letzten Falls in Hamburg.
Als Bella Block feststellt, dass die Gesellschaft des Pfarrers ihr nicht gut tut und sie ihre täglichen Treffen einstellen will, erscheint plötzlich Anna Ellermann und kurz darauf auch ihre Tochter Lis. Beide haben zwar unterschiedlich Gründe sie aufzusuchen, doch macht dies die Kommissarin neugierig. Sie recherchiert über Anna Ellermann und findet heraus, dass sie in Deutschland als Sympathisantin der RAF galt und ihr Bruder in Hamburg verheiratet war und Familie hat. So vermutet sie, dass Lis gar nicht Daniel Ellermanns Nichte, sondern seine Tochter ist, was erklärt, warum er so besorgt um sie und ihren Umgang ist. Er gibt dies auf Nachfrage zu und schildert Bella den tödlichen Unfall seiner Frau, weshalb Lis als Annas Tochter aufgewachsen ist. Sie selber weiß davon nichts, spürt aber schon seit einiger Zeit, dass irgendetwas nicht stimmt. So findet sie die Wahrheit eines Tages heraus und will in ihrer Enttäuschung, ein Leben lang belogen worden zu sein, die Familie verlassen. Spät in der Nacht reitet sie auf einem der Pferde davon und stürzt dabei. Schwer verletzt wird sie am nächsten Tag gefunden. In dieser Situation stellt sich heraus, dass ihr Freund Sean tatsächlich ein Taugenichts und Drogendealer ist. Auch Daniel Ellermann bricht nun sein Schweigen: Seine Frau hatte keinen Unfall. Er hatte sie die Treppe hinuntergestoßen, weil sie ihn verlassen wollte. Zusammen mit seiner Schwester ist er dann nach Irland ausgewandert und untergetaucht. Seit siebzehn Jahren lebt er mit dieser Schuld. Bella Block nimmt sein Geständnis zur Kenntnis und überlässt der irischen Polizei weitere Maßnahmen.

## Hintergrund
Der Film wurde in County Galway und Hamburg gedreht und am 3. März 2001 um 20:15 Uhr im ZDF erstausgestrahlt.

## Kritiken
Rainer Tittelbach von tittelbach.tv urteilte: Bella Block „bekommt etwas zu spüren von der destruktive Kraft von Verlustangst und Eifersucht. ‚Schuld und Liebe‘ ist ein projektionsreiches Krimidrama, das die Beziehungsprobleme mitunter ein bisschen überdeutlich doppelt. In Verbindung allerdings mit der irischen Atmosphäre ist dieser Krimi-Ausflug ins philosophische Melodram durchaus stimmig.“
Die Kritiker der Fernsehzeitschrift TV Spielfilm vergaben die beste Wertung (Daumen nach oben) und meinten: „Stark und beklemmend überfällt einen schon die Eingangssequenz.“ Fazit: „Komplexes Drama vor schöner irischer Kulisse.“